# Matriu de Cartan
En matemàtiques la matriu de Cartan és un terme amb tres significats. El nom fa referència al matemàtic francès Élie Cartan. Les matrius de Cartan en el context de l'àlgebra van ser inicialment investigades per Wilhelm Killing, mentre Cartan ho va fer amb la forma Killing. La matriu de Cartan d'un punt de referència arrel dona els valors de l'emparellament bilineal en les co-arrels simples.{\displaystyle <o,o>:''XxY->R}

## Determinants de les matrius de Cartan (de l'àlgebra de Lie simple)
Els determinants de les matrius de Cartan de l'àlgebra de Lie simple es donen a la taula a continuació.
| {\displaystyle A_{n}} | ,{\displaystyle B_{n}}{\displaystyle n\geq 2} | ,{\displaystyle C_{n}}{\displaystyle n\geq 2} | ,{\displaystyle D_{n}}{\displaystyle n\geq 4} | ,{\displaystyle E_{n}}{\displaystyle n\geq 5} | {\displaystyle F_{4}} | {\displaystyle G_{2}} |
| n+1                   | 2                                             | 2                                             | 4                                             | 9-n                                           | 1                     | 1                     |